# Robert Keßler (Politiker)
Robert Keßler (* im 19. Jahrhundert; †  31. Dezember 1911) war ein deutscher Bürgermeister und Mitglied des Provinziallandtages der Provinz Hessen-Nassau.

## Leben
Robert Keßler war von 1880 bis 1911 Bürgermeister der Stadt Marienberg im Westerwald und ab 1885 auch Standesbeamter.
Von 1886 an war er Mitglied des Kreisausschusses des Oberwesterwaldkreises.
1910 kam er für Wilhelm Mergler, der 1909 verstorben war, in den Nassauischen Kommunallandtag für den Regierungsbezirk Wiesbaden bzw. Provinziallandtag der Provinz Hessen-Nassau. 
Er gehörte auch der Landwirtschaftskammer Wiesbaden an. 